# Heliotropium ramosissimum
Espèce
Heliotropium ramosissimum est une plante herbacée de la famille des Boraginacées originaire des îles Canaries et de Madère., d'Afrique de l'ouest et de la péninsule arabique.

## Synonymes
Heliotropium crispum Desf.

## Nom vernaculaire
En espagnolː Hierba camellera.

## Description
Plante herbacée aux feuilles légèrement charnues et pilleuses, et fleurs blanches.

## Répartition
Îles Canaries et Madère, Afrique de l'ouest (Mauritanie, Sénégal, Mali, Burkina-faso, Nigeria), Soudan et péninsule arabique (Arabie Saoudite, Yémen, Oman), ainsi qu'à l'est jusqu'à l'Afghanistan.